# Calothamnus villosus
Calothamnus villosus là một loài thực vật có hoa trong Họ Đào kim nương. Loài này được R.Br. ex W.T.Aiton mô tả khoa học đầu tiên năm 1812.

## Hình ảnh

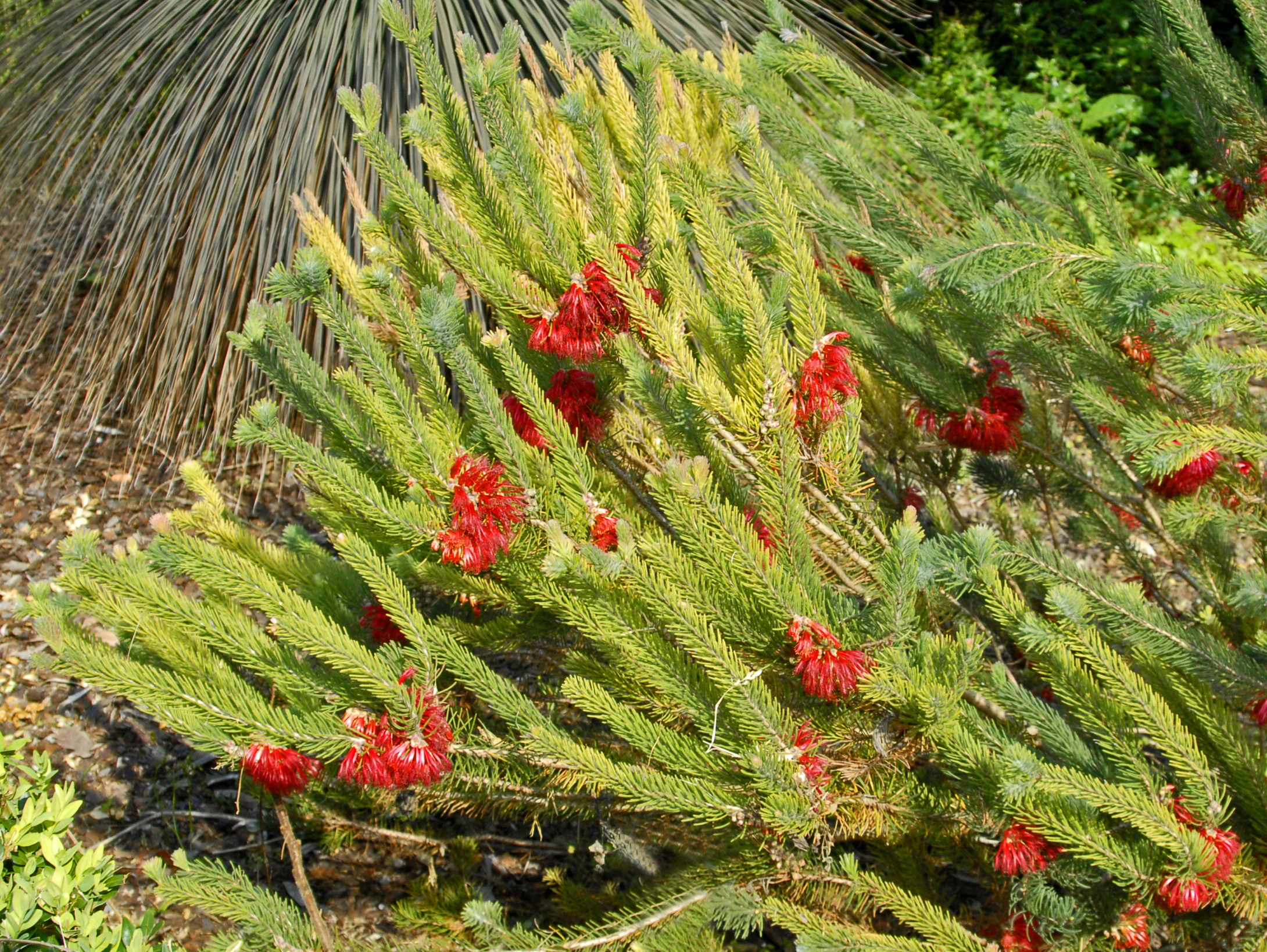